# (7488) Robertpaul
(7488) Robertpaul est un astéroïde de la ceinture principale, de la famille de Hungaria.

## Description
(7488) Robertpaul est un astéroïde de la ceinture principale, de la famille de Hungaria. Il présente une orbite caractérisée par un demi-grand axe de 1,96 UA, une excentricité de 0,05 et une inclinaison de 24,1° par rapport à l'écliptique.

## Compléments